# 東京都道41号稲城日野線

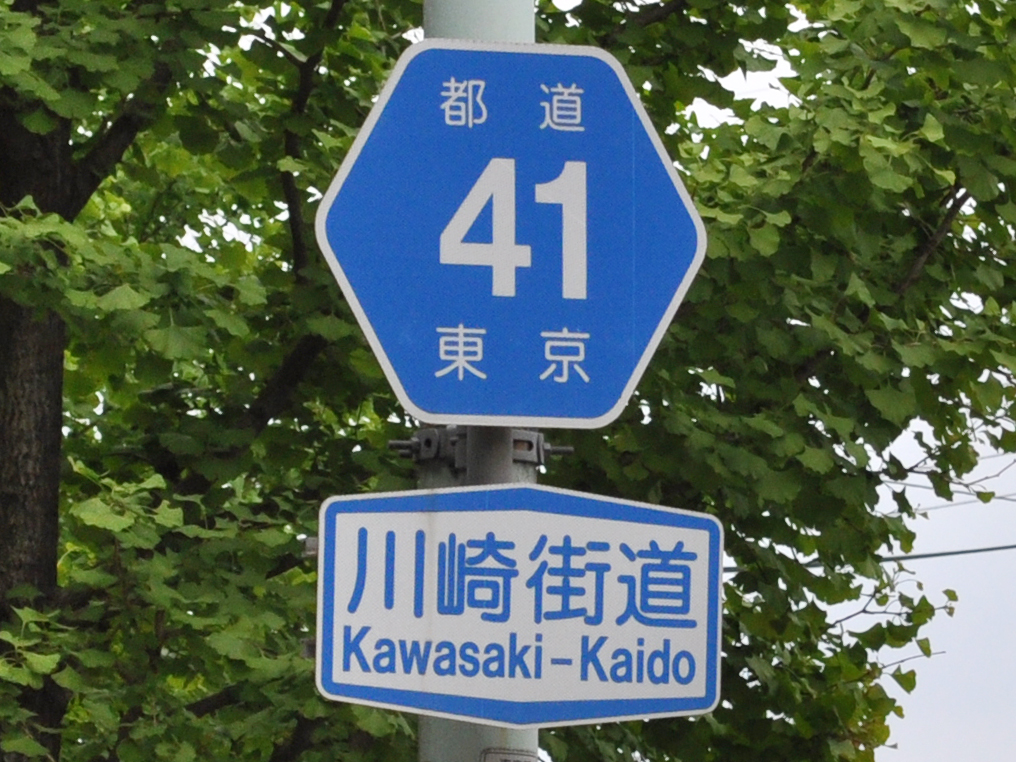
川崎街道の標識（東京都稲城市大丸）

東京都道41号 稲城日野線（とうきょうとどう41ごう いなぎひのせん）は、東京都稲城市大丸から東京都日野市日野本町1丁目の東京都道256号八王子国立線交点（川崎街道入口交差点）に至る主要地方道である。

## 概要

### 路線データ
- 起点：東京都稲城市大丸
- 終点：東京都日野市日野本町
- 陸上距離：10,013 m

## 路線状況

### 通称
- 川崎街道

下記のバイパス並行区間はバイパスの方が川崎街道とよばれている

### バイパス
- 向ノ岡交差点 - 新大栗橋交差点 - 健康センター交差点

### 重複区間
- 東京都道18号府中町田線 行幸橋交差点 - 新大栗橋付近
- 東京都道20号府中相模原線 新大栗橋交差点 - 一ノ宮交差点

### 道路施設
- 高幡橋（浅川）
- 行幸橋（乞田川）
- 向ノ岡大橋（大栗川）

### 都市計画路線名
- 多摩3・3・10号線（多摩市連光寺）
- 日野3・4・3号線（日野市百草）

### 交通データ
道路交通センサスによる稲城日野線の各観測地点での交通データについてはそれぞれ以下の通りである（いずれも2010年〈平成22年〉度時点）。
| 観測地点        | 大型車台数 | 小型車台数 | 二輪車類 | 自転車類 | 歩行者類 | 車道部  | 歩道部 | 車線数 |
| --------------- | ---------- | ---------- | -------- | -------- | -------- | ------- | ------ | ------ |
| 多摩市連光寺4-1 | 3,478台    | 15,336台   | 1,096台  | 95台     | 25人     | 14.70 m | 3.00 m | 4      |
| 日野市百草345   | 1,873台    | 11,162台   | 544台    | 393台    | 382人    | 7.50 m  | 1.50 m | 2      |

（交通量についてはいずれも12h計）

### 計画など
- 緊急輸送道路として、当道の内、起点から都道159号との交点までの区間では第一次緊急輸送道路に分類されている[2]。

## 地理

### 通過する自治体
- 東京都
  - 稲城市
  - 多摩市
  - 日野市

### 交差する道路
| 交差する道路                                       | 交差する道路                                    | 交差点名     | 所在地 | 所在地 |
| -------------------------------------------------- | ----------------------------------------------- | ------------ | ------ | ------ |
| 東京都道9号川崎府中線（川崎街道） 矢野口・川崎方面 |                                                 |              |        |        |
| 東京都道9号川崎府中線（府中街道）                  | （城山通り）                                    | 新大丸       | 東京都 | 稲城市 |
| -                                                  | 東京都道137号上麻生連光寺線                     | 連光寺坂上   | 東京都 | 多摩市 |
|                                                    | 旧道                                            | 向ノ岡       | 東京都 | 多摩市 |
| 東京都道18号府中町田線（鎌倉街道）                 | 東京都道18号府中町田線（鎌倉街道）              | 新大栗橋     | 東京都 | 多摩市 |
|                                                    | 旧道                                            | 健康センター | 東京都 | 多摩市 |
| 東京都道20号府中相模原線（野猿街道）               | 東京都道20号府中相模原線（野猿街道）            | 一ノ宮       | 東京都 | 多摩市 |
| 東京都道503号相模原立川線（多摩モノレール通り）    | 東京都道503号相模原立川線（多摩モノレール通り） | 高幡         | 東京都 | 日野市 |
| 東京都道173号上館日野線（北野街道）                | 本線                                            | 高幡橋南     | 東京都 | 日野市 |
| 東京都道159号豊田高幡線                            |                                                 | 高幡橋北     | 東京都 | 日野市 |
| 国道20号（日野バイパス）                           | 国道20号（日野バイパス）                        | 日野郵便局南 | 東京都 | 日野市 |
| 東京都道256号八王子国立線（甲州街道）              | 東京都道256号八王子国立線（甲州街道）           | 川崎街道入口 | 東京都 | 日野市 |

### 沿線の施設
- 稲城市立病院
- 南多摩水再生センター
- 桜ヶ丘カントリークラブ
- 聖蹟桜ヶ丘駅
- 百草園駅
- 高幡不動駅
- 高幡不動尊
- 日野郵便局